# Sandbadning
För andra betydelser, se Sandbad.
| Sandbadning |
| --- |
| En gråsparv tar ett sandbad. - Betydelse – djurs rullande eller rörelse i sand, damm, eller torr jord - Funktion – ta bort smuts och parasiter från päls, fjädrar eller hud - Relaterade begrepp – Sandbad |

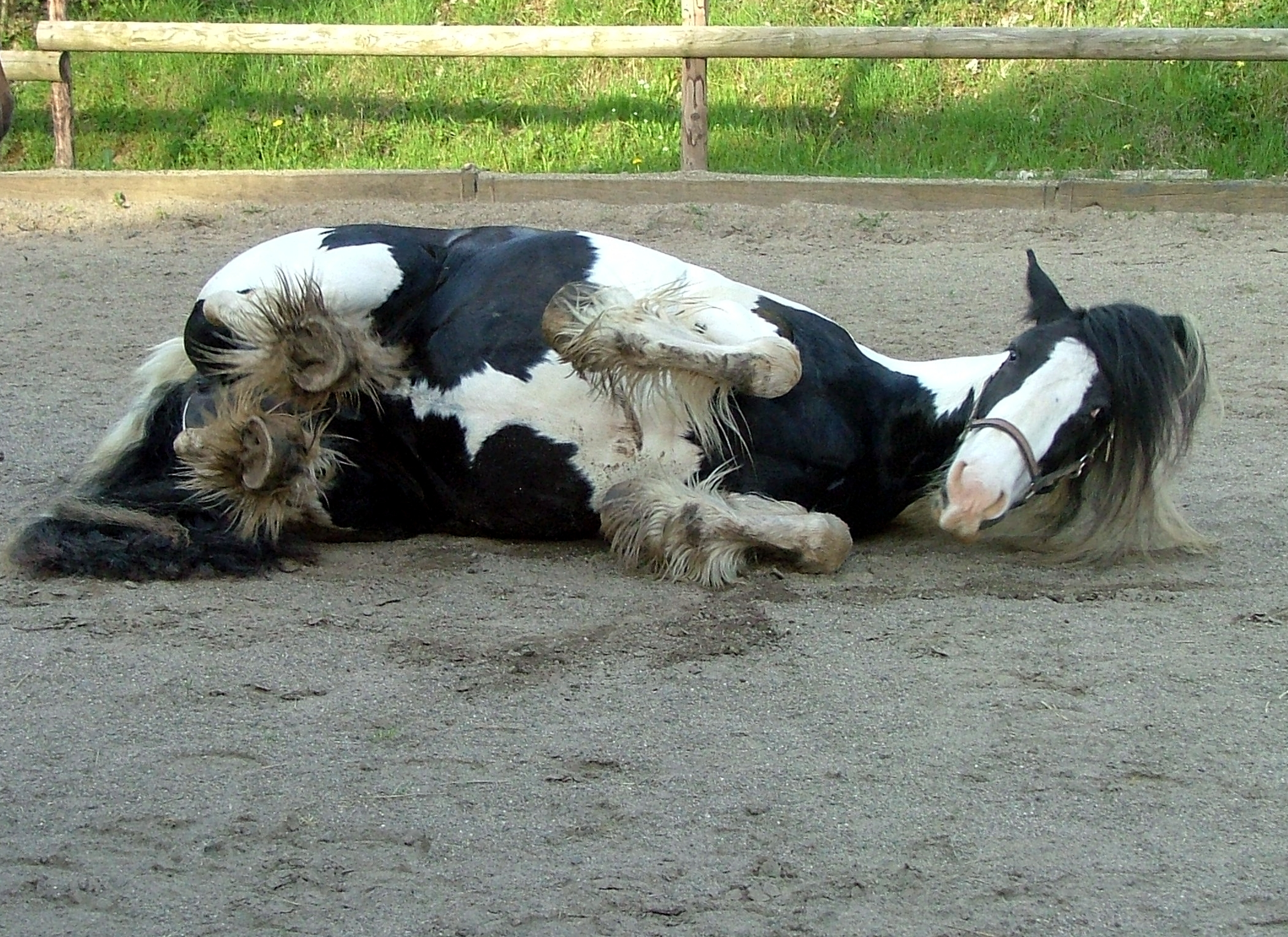
En häst tar ett sandbad.

Sandbadning är ett beteende hos djur som kännetecknas av att de rullar eller rör sig i sand, damm, eller torr jord. Syftet är att ta bort smuts och parasiter från päls, fjädrar eller hud. Beteendet förekommer bland annat hos däggdjur och en del fåglar.

## Funktion
Sandbadning är ett underhållsbeteende som utförs av ett brett spektrum av däggdjur och fågelarter. Det förekommer även hos burfåglar.
För vissa djur är sand nödvändigt för att bibehålla friska fjädrar, hud eller päls. Det kan liknas vid att bada i vatten eller vältra sig i lera.

## Olika djur

### Fåglar
Fåglar kryper ihop sig nära marken medan de tar ett sandbad, vrider kraftigt på kroppen och slår med vingarna.
Sandbadet följs ofta av noggrann skakning för att ytterligare rufsa fjädrarna, vilket kan åtföljas av putsning med hjälp av näbben. 
Sandbad motiveras av komplexa interaktioner mellan olika faktorer. Det inkluderar inre faktorer som byggs upp med tiden, perifera faktorer relaterade till hud och fjädrar, och yttre faktorer som synen av ett sandigt underlag. För höns gör sandbadet fjäderdräkten mindre fet, vilket resulterar i fluffigare fjädrar med bättre värmeisolation.
Tendensen att sandbada fluktuerar beroende på tid på dygnet, med mer sandbad mitt på dagen, vilket tyder på någon typ av endogen dygnsrytm av motivation. Sandbadandet sker endast om fågeln känner sig trygg, eftersom den under badandet är i en utsatt situation.
Om fåglar nekas möjligheten att sandbada, ökar tendensen att sandbada med tiden. Detta tyder på en lorenzisk uppbyggnad av motivation. Höns som inte får bada i sand anses oftare ägna sig åt att plocka fjädrar. Dominanta individer kan även neka fåglar av lägre rang från att sandbada, som en markering av rangskillnaden.
Länsstyrelsen i Sverige har utfärdat föreskrifter och rekommendationer för tamfågelhållning. Där påpekas att sandbadande fåglar ska ha ren och finkornig sand till sina sandbad. Svenska Jordbruksverket påpekar att tillgång till sandbad är en nödvändighet även för strutsfåglar.

### Däggdjur
Hos vissa däggdjur kan sandbad vara ett sätt att överföra kemiska signaler (eller feromoner) till marken som markerar en individs territorium.
Många däggdjur rullar sig i sand eller smuts för att hålla parasiter borta eller för att torka sig när de blivit blöta.

## Liknande beteende
Vältrande i lera är ett beteende som liknar sandbad, som kan tjäna funktioner som termoreglering, solskyddsmedel, doftmärkning och social kommunikation. 
Många fåglar ägnar sig åt andra former av badande. Bland tättingar är det vanligt med bad i vatten eller snö, bland myror eller blöta blad. De har också setts solbada.